# Г'юї Ф'юрі
Г'юї Льюїс Ф'юрі (англ. Hughie Lewis Fury; нар. 18 вересня 1994, Стокпорт, Великий Манчестер, Англія) — британський професійний боксер. 2017 року змагався за титул чемпіона світу у важкій вазі за версією Світової боксерської організації (WBO), а 2018 року став чемпіоном Великої Британії у важкій вазі на регіональному рівні. Як любитель представляв Англію на молодіжному чемпіонаті світу 2012 року, вигравши золоту медаль у надважкій вазі та ставши першим британським боксером, якому це вдалося.

## Ранні роки
Народився 18 вересня 1994 року в Стокпорті, Великий Манчестер, Англія, в родині пейвів. Він є двоюрідним братом Тайсона Ф'юрі, вони заявили, що прагнуть стати «новими Кличками» і панувати у важкій вазі. Він також є двоюрідним братом боксера-важковаговика Натана Гормана, а також боксера у напівважкій вазі і колишнього учасника шоу «Острів кохання» Томмі Ф'юрі. Його тренує батько Пітер Ф'юрі. Батько двічі потрапляв за ґрати, коли Г'юї був дитиною, та керував наркоімперією з в'язниці.

## Аматорська кар'єра
2012 року представляв Англію на Молодіжному чемпіонаті світу з боксу серед аматорів у Єревані. Тоді виграв золоту медаль у надважкій вазі та став першим британським боксером, який виграв медаль у цій ваговій категорії.

## Професійна кар'єра

### Початок кар'єри
У 18 років став професіоналом, за рік після виграшу золотої медалі на Молодіжному чемпіонаті світу серед аматорів. 22 березня 2013 року бився в Белл-центрі в Монреалі в андеркарті проти 34-річного Девіда Віттома. Ф'юрі переміг нокаутом у другому раунді. Його другий професійний поєдинок відбувся за місяць у Медісон-сквер-гарден у Нью-Йорку в андеркарті проти Стіва Каннінгема перед боєм його двоюрідного брата Тайсона Ф'юрі. Він переміг американця Алекса Розмана через зупинку в першому раунді. Ф'юрі вперше бився у Великій Британії у травні в Ратуші в Белфасті, перемігши рішенням суддів угандійця Мозеса Матову. Рефері Джон Лоуї оголосив рахунок 40–36 на користь Ф'юрі. За десять днів після перемоги вирушив до Румунії, щоб битися в Сала Олімпія в Тімішоарі на несанкціонованому шоу проти Яноша Фінфери. Ф'юрі двічі провів бій у червні, перемігши Ладіслава Коварика технічним нокаутом, а потім переміг Томаша Мразека рішенням суддів шатаутом 60–54.
14 вересня Ф'юрі мав провести свій перший 8-раундовий бій у Ротергемі проти 27-річного Шейна Макфілбіна. Бій завершився після першого раунду. Макфілбін стверджував, що отримав травму лівого плеча. Ф'юрі зберіг особистий рекорд, здобувши перемогу одноголосним рішенням суддів у 6 раундах над Доріаном Дарчем у Лондоні. Рефері оголосив рахунок 60–54 на користь Ф'юрі. Наступний бій мав відбутися з маловідомим хорватським бійцем Хрвоєм Кісічеком (4–5, 1 КО) у запланованому 6-раундовому поєдинку у Вітвіку. Ф'юрі перемагав у кожному раунді, досягши остаточної перемоги з рахунком 60–54. Ф'юрі повернувся 8 листопада у Брістоль і вийшов проти 32-річного Давіда Гегешидзе (10-4-1, 2 КО). Бій зупинили у четвертому раунді: Ф'юрі переміг технічним нокаутом. Ф'юрі переміг в 2-му раунді 36-річного Меттью Гріра у бою на Копер Бокс в Лондоні. Ф'юрі тричі відправив Гріра у нокдаун у 2-му раунді.
У першому в кар'єрі 8-раундовому матчі переміг у сьомому Денні Г'юза (79–74). У лютому 2015 року Ф'юрі зіткнувся зі своїм найважчим суперником Андрієм Руденком (24–1, 16 КО). Матч відбувся після першої поразки Руденка від австралійця Лукаса Брауна за рішенням суддів. Ф'юрі переміг Руденка у своєму першому в історії 10-раундовому бою одноголосним рішенням суддів у Монте-Карло, Монако. Остаточні оцінки суддів були 98–92, 98–91 і 97–92 на користь Ф'юрі.
Після п'ятимісячної перерви у липні у Дербі зустрівся на ринзі з 41-річним ветераном і колишнім бразильським чемпіоном у важкій вазі Джорджем Аріасом, який виграв 56 із 68 професійних боїв з 1996 року. Ф'юрі залишився непереможеним, виграв за рішенням суддів. Рефері оцінив бій 100–90. У листопаді Ф'юрі бився з аргентинцем Еміліо Езекіелем Сарате (18–14–3, 9 КО) у Брістолі. Ф'юрі переміг вдев'яте нокаутом. Ф'юрі вдарив Сарате правою рукою по лівій стороні голови, від чого той упав обличчям на ринг.

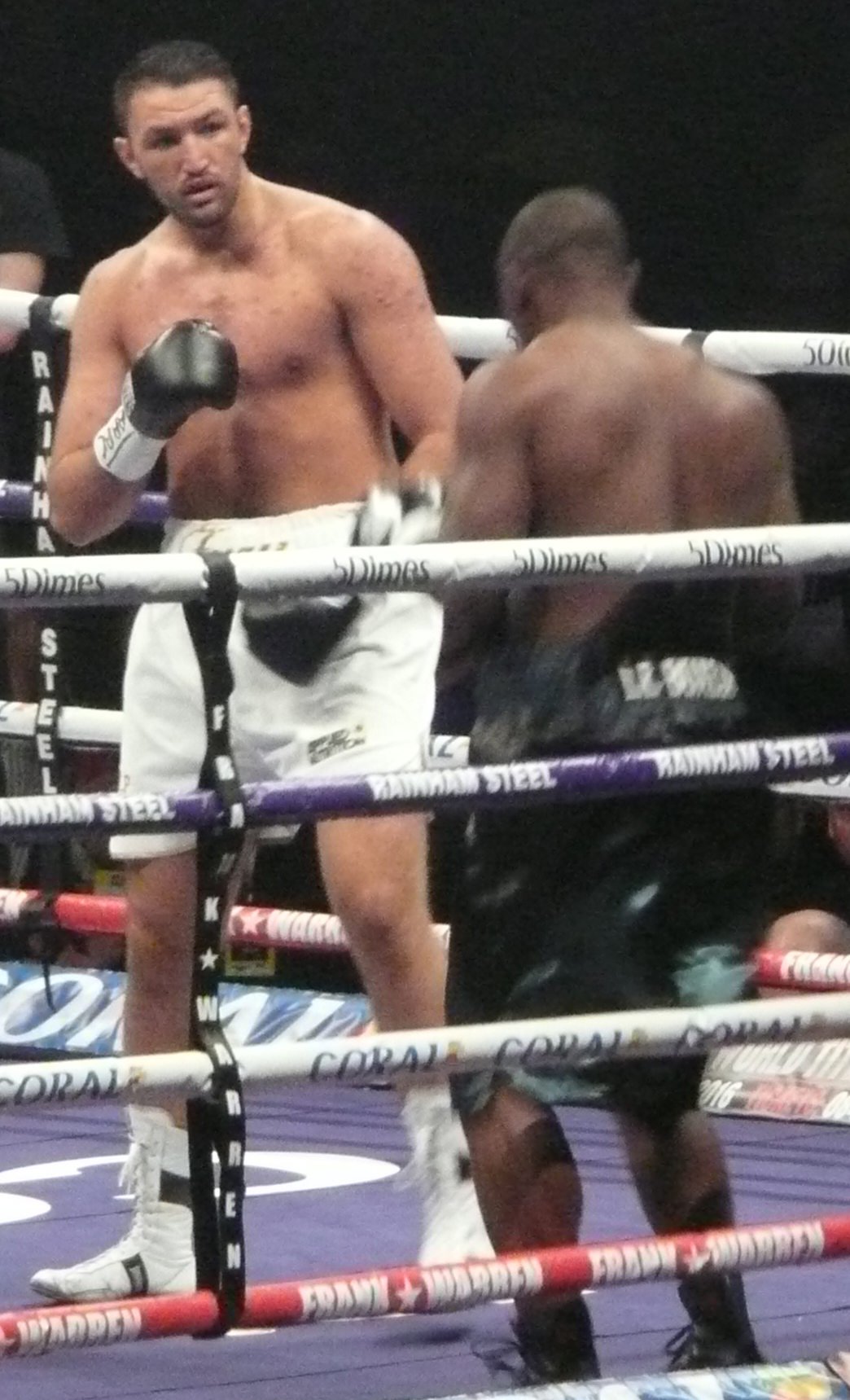
Ф'юрі проти Фреда Кассі, 2016

Ф'юрі зустрівся з 37-річним Ларрі Олубаміво у 8-раундовому бою, перемігши його в першому раунді менше ніж за 2 хвилини. Після бою ходили чутки, що Ф'юрі відмовився від шансу битися з чемпіоном WBC Деонтеєм Вайлдером. Пітер Ф'юрі заявив, що Г'юї буде брати участь у великому бою наступного року, а потім позмагається за титул WBC. У березні 2016 року Ф'юрі переміг 40-річного американського боксера Домініка Гуїнна за рішенням суддів у 10 раундах на Вемблі Арені у Лондоні. Рефері Террі О'Коннор оцінив 100–90 на користь Ф'юрі. 13 квітня 2016 року повідомлялося, що Біллі Джо Сондерс через травму не братиме участі в карті 30 квітня, таким чином перенісши бій Ф'юрі з Фредом Кассі (18-4-1, 10 КО) як хедлайнера на Копер Бокс. У своєму першому поєдинку у боротьбі за титул завоював вакантний міжконтинентальний титул WBO у важкій вазі, перемігши Кассі технічним рішенням. Поєдинок зупинили після семи раундів після випадкового зіткнення спортсменів головами, в результаті якого Ф'юрі отримав рану над лівим оком. Протягом усього бою Ф'юрі сильно освистували. Ф'юрі перемагав за всіма суддівськими оцінками 69–66, 70–64 і 69–65. Ф'юрі збільшив серію перемог до 20 і жодної поразки з моменту професіональних виступів з 2013 року.

#### Стан здоров'я
У травні 2016 року Пітер Ф'юрі стверджував, що Г'юї працює лише на 30 — 40 відсотків через захворювання шкіри, яке викликає втому та впливає на імунну систему. Британська комісія з питань боксу зобов'язала Ф'юрі зустрітися з Ділліаном Вайтом за титул британського чемпіона. Ф'юрі боровся з проблемами зі здоров'ям починаючи з січня 2015 року. Після кількох місяців терапії тренер заявив, що хоче вивести Ф'юрі на ринг з чемпіоном IBF Ентоні Джошуа до листопада 2016 року. У січні 2017 року Ф'юрі розповів про акне та проблеми зі здоров'ям, з якими боровся протягом багатьох років:
Я пішов до дерматолога, і він сказав: "Я не можу повірити, що ти змагався у такому стані". Взяли аналізи крові і повідомили, що заражена кров в основному отруює внутрішні органи, впливає на імунну систему, і ви постійно відчуваєте втому. Колись у мене було акне, через яке я навіть лягав у лікарю. Ось наскільки це було жахливо. У мене ніколи не було повноцінного тренувального табору, приблизно за три тижні до бою мені доводилося припиняти що-небудь робити, щоб відновити сили. (...) Я страждаю від цього з 15 років. Я думав, що це підліткові прищі, тому вони мене особливо не турбували, але потім стало ще гірше. До того, як я бився з Фредом Кассі, у мене були герпесні висипання навколо рота.

### Кар'єра з 2017 до 2018 рік

#### Ф'юрі проти Паркера
У грудні 2016 року, після перемоги Джозефа Паркера в надважкій вазі за версією WBO, Ф'юрі посідав другу сходинку рейтингу WBO, тому претендував на наступний бій з ним. Девід Хей, посідав перше місце в рейтингу WBO, вирішив провести бій з британцем Тоні Белью, висунувши Ф'юрі на місце обов'язкового претендента. Ф'юрі хотів, щоб бій відбувся у Великій Британії, тоді як Паркер виступав за Нову Зеландію. 25 січня 2017 року WBO наказав провести промоутерські торги 1 лютого з мінімальною ставкою 1 мільйон доларів. Паркер мав отримати 60/40. За день до запланованих торгів WBO відклала їх до 3 лютого.
Компанія Duco Events, яка представляє Паркера, зробила ставку в розмірі 3 011 000 доларів, щоб отримати рекламні права на бій. Це гарантує, що Паркер отримає 1 806 600 доларів, а Ф'юрі — 1 204 400 доларів. Френк Воррен, який представляв Ф'юрі, зробив ставку в розмірі 2 800 000 доларів, щоб бій відбувся у Великій Британії. Duco оголосив, що дату призначили на 1 квітня 2017 року в Окленді, Нова Зеландія. Через те, що угода не була підписана, 22 лютого президент WBO Пако Валькарсель повідомив команді Ф'юрі, що мають узгодити умови бою 23 лютого.
8 березня Дейв Гіґґінс з Duco Events підтвердив, що бій відбудеться у Новій Зеландії 6 травня 2017 року. 22 березня 2017 року Пітер Ф'юрі отримав відмову у видачі візи до Нової Зеландії. Це було пов'язано з його кримінальним минулим, він потрапив за ґрати на 10 років за злочини, пов'язані з наркотиками. За два дні Пітер отримав спеціальну VISA з 28 березня до 10 травня 2017 року.
22 квітня 2017 року президент WBO Пако Валькарсель оголосив, що бій не відбувся і не відбудеться. У заяві стверджувалося, що пропозиція надійшла від Ф'юрі, хоча підтвердження не надавалися. Команда Паркера була розчарована, але не здивована. WBO повідомила Duco Events, що вони можуть запланувати інший бій з будь-ким, хто у їхньому рейтингу посідає перші 15 місць. Ф'юрі виступив із заявою,
З нашим найглибшим жалем змушені оголосити, що поєдинок за звання чемпіона світу за версією WBO в надважкій вазі між чемпіоном Джозефом Паркером і обов'язковим претендентом Гʼюї Ф'юрі, запланований на суботу, 6 травня 2017 року, в Окленді, Нова Зеландія, відкладений. Після медичного обстеження Гʼюї визнали непридатним до поєдинку за станом здоров'я. Він отримав травму нижньої частини спини, яка серйозно турбувала його протягом останніх трьох тижнів, через що він не міг тренуватися на повну силу. Попри інтенсивне фізіотерапевтичне лікування та його бажання боротися за титул чемпіона світу за версією WBO, після відвідування фізіотерапевта минулої п'ятниці йому рекомендували відпочити протягом 3-4 тижнів, і лише потім відновити тренування.— Команда Фʼюрі
Пізніше Пітер Ф'юрі заявив, що хоче перенести бій якомога швидше. Пізніше Ф'юрі опублікував заяву, в якій виявилося, що промоутери Паркера намагалися перенести місце проведення бою в Англію через фінансові проблеми. Через травму Г'юї хотіли перенести бій з Паркером. Пітер Ф'юрі сказав, що стався рецидив травми, яку він отримав рік тому і вона загострилася під час інтенсивного спарингу.
9 червня 2017 року Пітер Ф'юрі підтвердив, що бій тепер відбудеться в Манчестері 23 вересня. Він також сказав, що Ф'юрі проведе підготовчий бій 8 липня, а потім за тиждень 15 липня ще один у Блекпулі. WBO заборонила Ф'юрі брати участь у підготовчому бою, оскільки це суперечить правилам. Воррен заявив, що Ф'юрі все одно проведе бій, але показовий. 8 липня Ф'юрі здобув перемогу над польським боксером Камілем Соколовським (4-10-2, 1 КО). За п'ять днів після бою Британська боксерська контрольна рада призначила рефері Террі О'Коннора, який відповідав за останні два поєдинки Ф'юрі. На пресконференції в Лондоні між Пітером Ф'юрі та Девідом Гіґґінсом виникла галаслива суперечка через те, що Гіґґінс підійшов до Ф'юрі, незадоволений призначенням британського рефері О'Коннора. Гіґґінса вигнали з пресконференції співробітники служби безпеки. Загалом активність Гіґґінса спричинила зміну арбітра. До 21 вересня продали лише 5000 квитків, хоча очікувалося щонайменше 8000 глядачів.
Ф'юрі не зміг завоювати свій перший титул чемпіона світу. Бій тривав 12 раундів, причому двоє суддів оцінили бій 118—110 на користь Паркера, а третій суддя — 114—114, забезпечивши Паркеру перемогу рішенням більшості. Паркер добре фінішував у двох останніх раундах, оскільки у Ф'юрі почалася проявлятися втома. В інтерв'ю після бою Паркер сказав: «Я відчував, що добре, що був агресивним. Він був справді незграбним, і його рухи були хорошими, але я зловив його сильнішими ударами, які відчував». Ф'юрі отримав 750 000 фунтів стерлінгів, а Паркер отримав 1,1 мільйона фунтів.
Промоутер Мік Геннессі сказав: «Це корупція на найвищому рівні в боксі. Я думав, що це був абсолютний майстерклас, тінь Алі. Паркера навіть не брав участь у бою. Одне з найгірших рішень, які я коли-небудь бачив». Він сказав, що буде оскаржувати його. Віцепрезидент WBO Джон Дагган підтримав рішення суддів і чітко дав зрозуміти, що результат не буде переглядатися чи скасовуватися.

#### Ф'юрі проти Секстона
14 лютого 2018 року Hennessy Sports разом з Infinitum оголосили, що Ф'юрі кидає виклик Сему Секстону за його титул британського чемпіона у важкій вазі, зустріч мала відбутися на в Premier Suite на стадіоні «Макрон» 12 травня з прямою ексклюзивною трансляцією на Channel 5. Мік Геннесі сказав: «Я радий повернути історичний Чемпіонат Великої Британії у важкій вазі на безоплатний телевізійний канал Channel 5, де його зможе переглянути найбільша кількість глядачів. Я не можу повірити, що відтоді минуло майже сім років, як титул британського чемпіона у важкій вазі востаннє транслювався в безоплатному ефірі Channel 5». Секстон захищав титул вперше, після його отримання, перемігши Гарі Корніша у жовтні 2017 року. Ф'юрі двічі відправляв Секстона в нокдаун: у 4 і 5 раундах. Ф'юрі виграв титул, перемігши Секстона технічним нокаутом у 5 раунді. Рефері Террі О'Коннор зупинив бій після того, як Ф'юрі відправив Секстона в нокдаун правою рукою в 5 раунді. Секстон підвівся, але рефері все одно зупинив матч. Після бою було сказано, що Ф'юрі залишить титул і буде змагатися за титул чемпіона світу. Бій зібрав 2,9 мільйона глядачів.

#### Ф'юрі проти Пулева

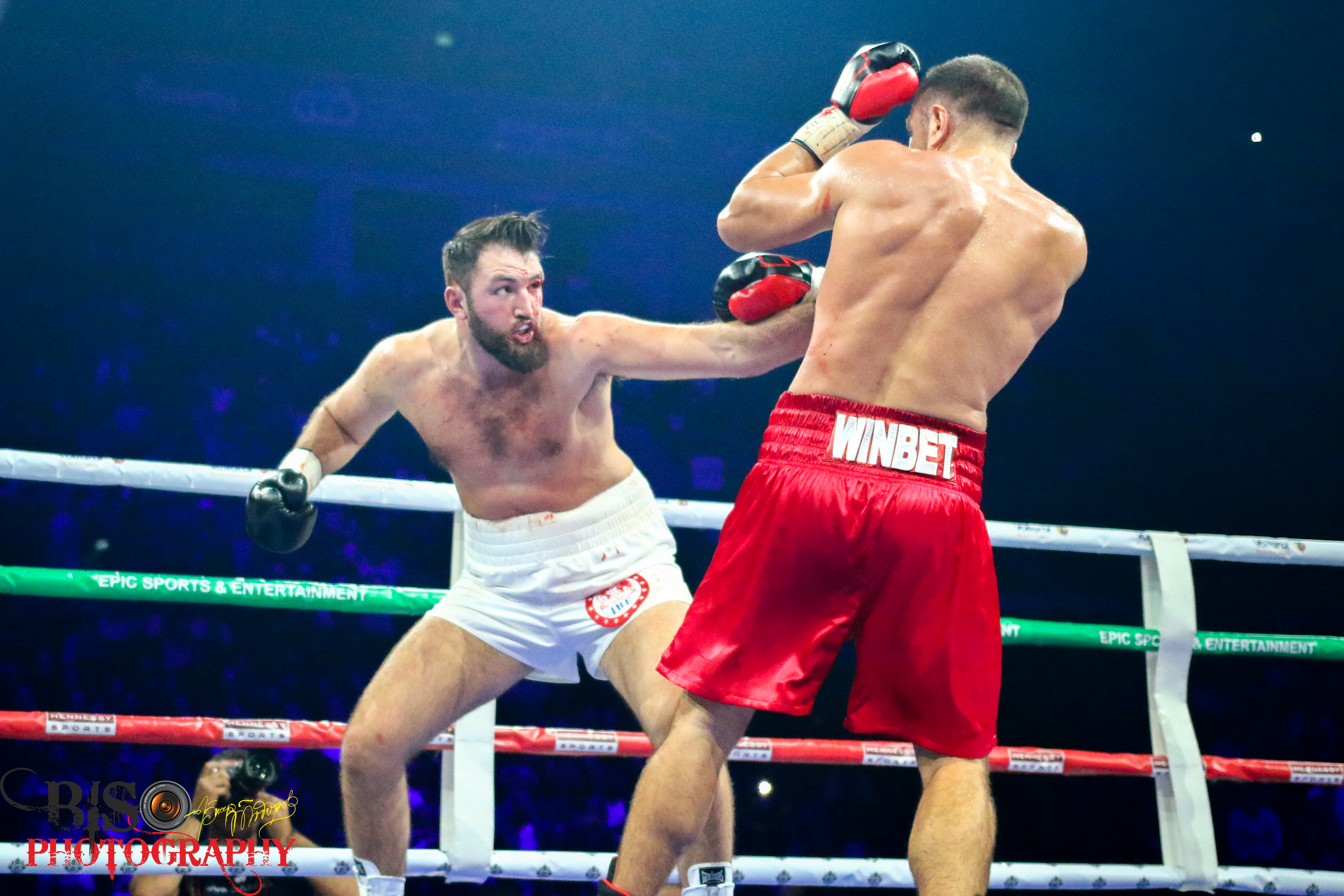
Ф'юрі (ліворуч) проти Пулева, 2018 рік

У березні 2018 року IBF призначив поєдинок Кубрата Пулева проти Домініка Брізіла, однак останній відмовився брати участь. У квітні IBF наказала Пулеву провести бій проти британського боксера Ділліана Вайта (23–1, 17 КО). 7 червня Вайт відмовився від бою, а замість цього Matchroom оголосив, що 28 липня у Лондоні відбудеться бій проти колишнього чемпіона WBO Джозефа Паркера. 16 червня Пулев мав зустрітися з американським боксером Джареллом Міллером, № 3 у рейтингу (21–0, 18 KO). Переговори між Пулевим і Міллером були зірвані 10 липня.
Наступним найсильнішим претендентом був Ф'юрі, який у рейтингу IBF за червень був № 5. IBF розпорядилася провести 9 серпня між Ф'юрі та Пулевим. Вранці IBF перенесла дату на 16 серпня. Однак, того ж дня обидві сторони погодили бій та оголосили дату 27 жовтня 2018 року та місце проведення Софія, Болгарія.
Пулев переміг Ф'юрі одноголосним рішенням суддів у 12 раундах (117—111, 118—110 і 115—113) і став обов'язковим претендентом на титул IBF у важкій вазі. Після вдалого старту Ф'юрі не зміг оговтатись від розсічення, отримане у другому раунді. Ф'юрі отримав травму лівого ока під час тренувального збору, і Пулев скористався цим. Рана сильно кровоточила, це змусило Ф'юрі битися агресивніше, але обережніше. Після бою Пітер Ф'юрі сказав: «Г'юї прийшов до бою з порізом над оком, який зашили два тижні тому, але вони [лікарі] сказали, що заживе до бою, але, очевидно, це не так». Він похвалив Ф'юрі за його зусилля після того, як рана почала кровити. Більшу частину другої половини матчу Ф'юрі намагався протистояти Пулеву, однак не зміг завдати жодного значущого удару. У міру того, як бій тривав, джеб Пулева став набагато сильнішим і точним. До 11-го раунду Ф'юрі здавався втомленим і провів більшу частину останніх двох раундів біля канатів. Ф'юрі вважав рану причиною поразки.

### Кар'єра з 2019 року
22 березня 2019 року Ф'юрі відмовився від титулу чемпіона Великої Британії в надважкій вазі через травму. У жовтні 2018 року він мав обов'язково битися з претендентом Джозефом Джойсом.

#### Ф'юрі проти Норрада
9 квітня 2019 року Hennessy Sports оголосила, що Ф'юрі повернеться на ринг 25 травня 2019 року в прямому ефірі телеканалу Channel 5. Ф'юрі взяв верх над Крісом Норрадом і нокаутував його в другому раунді. Рефері дорахував до десяти, але зупинив поєдинок.

#### Ф'юрі проти Пітера
12 липня 2019 року зустрівся з колишнім чемпіоном WBC Семюелем Пітером. Ф'юрі домінував майже в кожній частині матчу. В середині сьомого раунду Пітер відмовився продовжувати бій через травму плеча.

#### Ф'юрі проти Повєткіна
31 серпня 2019 року Ф'юрі, № 7 за версією WBC і № 10 за версією WBA, бився з колишнім чемпіоном WBA (звичайний) Олександром Повєткіним, № 13 за версією IBF. Ф'юрі досяг певного успіху на початку бою, але як тільки Повєткін почав завдавати удари правою рукою, переваги Ф'юрі зникли. Повєткін переміг з рахунком 117—111 у всіх трьох.

#### Ф'юрі проти Соура
7 березня 2020 року Ф'юрі переміг Павла Соура в трьох раундах на «Манчестер Арені», покращивши результат до 24–3.

#### Ф'юрі проти Ваха
12 грудня 2020 року зустрівся з колишнім претендентом на титул чемпіона світу Маріушем Вахом в андеркарті Ентоні Джошуа проти Кубрата Пулєва. Попри рану над лівим оком через зіткнення головами в четвертому раунді, Ф'юрі переміг одноголосним рішенням суддів (двічі 100–90 і 99–91).

#### Ф'юрі проти Гаммера
16 жовтня 2021 року Ф'юрі переміг Крістіана Гаммера після п'яти раундів.

#### Проблеми зі здоров'ям
Понад рік не може вийти на ринг через проблеми зі здоров'ям. Матч із Майклом Гантером, який мав відбутися на початку липня 2022 року, перенесли на 29 жовтня. На початку жовтня Ф'юрі заявив про відмову від бою, зазначивши, що лікарі порадили йому повністю відпочити, що він відчуває себе «слабким, без сил».

### Повернення
20 квітня 2024 року повернувся на ринг після двох з половиною років відсутності в Ротеремі (Англія) перемігши джорнімена Костянтина Довбищенка (10-15-1, 7 КО). Костянтин усі раунди йшов уперед і змушував Ф'юрі відпрацьовувати багато на ногах, щоб не підпустити до ближнього бою активного українця. За підсумками 6 раундів судді одноголосно оголосили рахунок на користь Ф'юрі 59-56.
11 травня 2024 року в Кардіффі (Велика Британія) провів другий бій після повернення в бокс проти німецького вікового джорнімена Патріка Корте (21-4-1, 18 КО). Бій був швидким і пройшов лише два раунди. У першому німець працював розгонистими бічними і намагався зачепити більш габаритного суперника. Ф'юрі тримав на джебі і кілька разів влучив. Другий раунд почався з атаки Корте, який вирішив піти на штурм, пропустив точний зустрічний удар, у німця підкосилися коліна, він пропустив ще одну атаку і рефері зупинив бій.

## Статистика
| No. | Результат | Рахунок | Суперник             | Вид | Раунд, час   | Дата              | Місце                                                    | Примітки                                             |
| --- | --------- | ------- | -------------------- | --- | ------------ | ----------------- | -------------------------------------------------------- | ---------------------------------------------------- |
| 32  | перемога  | 29–3    | Крістіан Тун         | PTS | 8            | 27 вересня 2024   | Park Community Arena, Шеффілд, Південний Йоркшир, Англія |                                                      |
| 31  | перемога  | 28–3    | Патрік Корте         | TKO | 2 (8), 2:06  | 11 травня 2024    | Cardiff International Arena, Кардіфф, Уельс              |                                                      |
| 30  | перемога  | 27–3    | Костянтин Довбищенко | PTS | 6            | 20 квітня 2024    | Magna Science Adventure Centre, Ротергем, Англія         |                                                      |
| 29  | перемога  | 26–3    | Крістіан Гаммер      | RTD | 5 (10), 3:00 | 16 жовтня 2021    | Ньюкасл Арена, Ньюкасл-апон-Тайн, Англія                 |                                                      |
| 28  | перемога  | 25–3    | Маріуш Вах           | UD  | 10           | 12 грудня 2020    | Вемблі Арена, Лондон, Англія                             |                                                      |
| 27  | перемога  | 24–3    | Павел Соур           | TKO | 3 (10), 0:24 | 7 березня 2020    | Манчестер Арена, Манчестер, Англія                       |                                                      |
| 26  | поразка   | 23–3    | Олександр Повєткін   | UD  | 12           | 31 серпня 2019    | О2 Арена, Лондон, Англія                                 | за вакантний пояс чемпіона WBA у важкій вазі         |
| 25  | перемога  | 23–2    | Семюель Пітер        | TKO | 7 (12), 2:11 | 12 липня 2019     | Король Абдалла Спортс Сіті, Джидда, Саудівська Аравія    |                                                      |
| 24  | перемога  | 22–2    | Кріс Норрад          | KO  | 2 (10), 1:51 | 25 травня 2019    | Ангар Вікторії, Манчестер, Англія                        |                                                      |
| 23  | поразка   | 21–2    | Кубрат Пулев         | UD  | 12           | 27 жовтня 2018    | Арена Армеец, Софія, Болгарія                            |                                                      |
| 22  | перемога  | 21–1    | Сем Секстон          | TKO | 5 (12), 2:03 | 12 травня 2018    | Готель Вайтс, Болтон, Англія                             | перемога у Чемпіонаті Великої Британії у важкій вазі |
| 21  | поразка   | 20–1    | Джозеф Паркер        | MD  | 12           | 23 вересня 2017   | Манчестер Арена, Манчестер, Англія                       | за титул чемпіона WBO у важкій вазі                  |
| 20  | перемога  | 20–0    | Фред Кассі           | TD  | 7 (12), 0:46 | 30 квітня 2016    | Копер Бокс, Лондон, Англія                               | інтерконтинентальний чемпіон WBO у важкій вазі       |
| 19  | перемога  | 19–0    | Домінік Гвінн        | PTS | 10           | 26 березня 2016   | Вемблі Арена, Лондон, Англія                             |                                                      |
| 18  | перемога  | 18–0    | Ларрі Олубаміво      | TKO | 1 (8), 1:46  | 5 грудня 2015     | Центр відпочинку Лесткрофт, Каршалтон, Англія            |                                                      |
| 17  | перемога  | 17–0    | Еміліо Зарате        | KO  | 2 (10), 1:05 | 14 листопада 2015 | City Academy Sports Centre, Бристоль, Англія             |                                                      |
| 16  | перемога  | 16–0    | Джордж Аріас         | PTS | 10           | 25 Jul 2015       | Дербі Арена, Дербі, Англія                               |                                                      |
| 15  | перемога  | 15–0    | Андрій Руденко       | UD  | 10           | 21 лютого 2015    | Зірковий зал, Монте-Карло, Монако                        |                                                      |
| 14  | перемога  | 14–0    | Денні Г'юз           | PTS | 8            | 10 травня 2014    | Ponds Forge, Шеффілд, Англія                             |                                                      |
| 13  | перемога  | 13–0    | Меттью Грір          | TKO | 2 (6), 2:37  | 15 лютого 2014    | Копер Бокс, Лондон, Англія                               |                                                      |
| 12  | перемога  | 12–0    | Давід Гегешидзе      | TKO | 4 (8), 2:14  | 8 листопада 2013  | City Academy Sports Centre, Бристоль, Англія             |                                                      |
| 11  | перемога  | 11–0    | Хрвое Кизісек        | PTS | 6            | 13 жовтня 2013    | Hermitage Leisure Centre, Віттвік, Англія                |                                                      |
| 10  | перемога  | 10–0    | Доріан Дарч          | PTS | 6            | 29 вересня 2013   | Йорк гол, Лондон, Англія                                 |                                                      |
| 9   | перемога  | 9–0     | Шейн Макфілбін       | RTD | 1 (8), 3:00  | 14 вересня 2013   | Науково-пригодницький центр Магна, Ротердам, Англія      |                                                      |
| 8   | перемога  | 8–0     | Мозес Матову         | PTS | 4            | 21 липня 2013     | WonderWorld Xscape, Мілтон-Кінз, Англія                  |                                                      |
| 7   | перемога  | 7–0     | Івіца Перкович       | RTD | 5 (6), 3:00  | 12 Jul 2013       | Fairways Hotel, Дандолк, Ірландія                        |                                                      |
| 6   | перемога  | 6–0     | Томаш Мразек         | PTS | 6            | 15 червня 2013    | Epic Centre, Норвіч, Англія                              |                                                      |
| 5   | перемога  | 5–0     | Ладіслав Коварик     | TKO | 1 (4), 1:37  | 8 червня 2013     | торговельний центр Bluewater, Стоун, Англія              |                                                      |
| 4   | перемога  | 4–0     | Янош Фінфера         | TKO | 2 (4)        | 24 травня 2013    | Сала Олімпія, Тімішоара, Румунія                         |                                                      |
| 3   | перемога  | 3–0     | Мозес Матуву         | PTS | 4            | 14 травня 2013    | міська ратуша, Белфаст, Північна Ірландія                |                                                      |
| 2   | перемога  | 2–0     | Алекс Розман         | TKO | 1 (4), 2:26  | 20 квітня 2013    | Театр На Медісон сквер гарден, Нью-Йорк, США             |                                                      |
| 1   | перемога  | 1–0     | Девід Віттом         | TKO | 2 (4), 1:49  | 22 березня 2013   | Белл-центр, Монреаль, Канада                             |                                                      |